# Jacob Senewell Yost
Jacob Senewell Yost (* 29. Juli 1801 bei Pottsgrove, Montgomery County, Pennsylvania; † 7. März 1872 ebenda) war ein US-amerikanischer Politiker. Zwischen 1843 und 1847 vertrat er den Bundesstaat Pennsylvania im US-Repräsentantenhaus.

## Werdegang
Jacob Yost besuchte die öffentlichen Schulen seiner Heimat und danach die Fourth Street Academy in Philadelphia. Anschließend betätigte er sich in der Landwirtschaft. Außerdem war er Verleger und Herausgeber einer Zeitung. Gleichzeitig schlug er als Mitglied der Demokratischen Partei eine politische Laufbahn ein. Zwischen 1836 und 1839 saß er als Abgeordneter im Repräsentantenhaus von Pennsylvania.
Bei den Kongresswahlen des Jahres 1842 wurde Yost im fünften Wahlbezirk von Pennsylvania in das US-Repräsentantenhaus in Washington, D.C. gewählt, wo er am 4. März 1843 die Nachfolge von Joseph Fornance antrat. Nach einer Wiederwahl konnte er bis zum 3. März 1847 zwei Legislaturperioden im Kongress absolvieren. Seit 1845 war er Vorsitzender des Committee on Engraving. Die Zeit bis 1845 war von den Spannungen zwischen Präsident John Tyler und den Whigs geprägt. Außerdem wurde damals bereits über eine mögliche Annexion der seit 1836 von Mexiko unabhängigen Republik Texas diskutiert. Das führte schließlich im Jahr 1845 zum Mexikanisch-Amerikanischen Krieg.
Nach dem Ende seiner Zeit im US-Repräsentantenhaus arbeitete Jacob Yost wieder in der Landwirtschaft. Zwischen 1857 und 1860 war er US Marshal für den östlichen Teil des Staates Pennsylvania mit Sitz in Philadelphia. Danach nahm er seine landwirtschaftlichen Tätigkeiten wieder auf. Er starb am 7. März 1872 in Pottstown.